# Smrčevice
Smrčevice su naseljeno mjesto u općini Uskoplje, Federacija Bosne i Hercegovine, BiH.

## Zemljopis
Smrčevice su smještene na strmim padinama u dolini Desne, pritoke Vrbasa. Nalaz se na više od 1300 metara nadmorske visine. Naselje je okruženo šumom smrče (smreka, lat. Picea abies) po čemu je vjerojatno dobilo ime.
Do naselja vodi uski makadamski put kroz kanjon Desne.
Iznad Smrčevica se nalazi istoimeni rudnik kvarcita.

## Povijest
Prema popisu stanovništva iz 1879. u Smrčevicama (navode se kao Sunčevnice) je živjelo 37 stanovnika (31 katolik i 6 muslimana), a 1910. u Smrčevicama (navode se kao Smrčevica) je bilo 59 stanovnika (45 katolika i 24 muslimana).
Na popisu 1961. u naselju je živio 71 stanovnik (50 Hrvata i 21 Musliman) U to vrijeme većina se stanovništva bavila stočarstvom. Krajem 1950-ih i početkom 1960-ih se većina Hrvata iselila, najviše prema Slavoniji. Osim teških uvjeta za život u planinskom području, razlog raseljavanja je i državna politika koja je stanovnicima uzimala zemlju za zadrugu i farmu ovaca. Već na popisu 1971. u naselju je živio tek 21 stanovnik (svi Muslimani). U naselju je 1981. godine živjelo 15 stanovnika (svi Muslimani).
U Smrčevicama se nalazi katoličko groblje s kapelicom koje pripada uzdolskoj župi. Na inicijativu tadašnjeg uzdolskog župnika don Miljenka Džalte se nakon rata počelo s okupljanjima bivših mještana i njihovih potomaka u prvu nedjelju nakon Velike Gospe. Tim povodom se svake godine održava misno slavlje.

## Stanovništvo

### 1991.
Nacionalni sastav stanovništva 1991. godine, bio je sljedeći:
ukupno: 11
- Muslimani - 11

### 2013.
Nacionalni sastav stanovništva 2013. godine, bio je sljedeći:
ukupno: 1
- Bošnjaci - 1